# 橘通り (尼崎市)
橘通り（たちばなどおり）は尼崎市の市道である。尼崎市のほぼ中心部にある尼崎市役所前の東西の通りであり、西は兵庫県道42号尼崎宝塚線（尼宝線）、東は兵庫県道142号米谷昆陽尼崎線（五合橋線）に接続する。橘公園前の500mの区間は、尼崎市を代表する景観の優れた道として、1986年（昭和61年）8月10日、旧建設省と「道の日」実行委員会が制定した日本の道100選の一つに選ばれている。名称の由来は、往古の地名であり、尼崎市に合併する以前の立花村の由来ともなった橘である。平安時代、この地が開墾された時に、橘が植樹されたという伝承に由来する。

## 路線状況
尼崎市の顔として、沿線の公園（橘公園）・公共施設と一体化した道路整備がされ、ケヤキ並木が続く。バス通りでもあり、バスが多数行き交う。歩道は自然石で囲った植樹帯に加え、高木が数列に植栽されて林間の散策道のような仕上げがなされており、隣接する公園と道路との一体的空間化が図られた道路環境が特徴である。この道路景観の良さが評価され、「日本の道100選」のほか、1994年（平成6年）に読売新聞社選定の「新・日本街路樹100景」のひとつに選定されている。
毎年10月ごろに尼崎市民祭りの会場となり、パレードが行なわれるほか、市民の芸術・文化などのイベント会場として利用されている。

## 歴史
江戸時代に築城された尼崎城を有し5万石を領した尼崎藩は、尼崎市の地に阪神間で唯一の城下町を形成した。昭和期は、国内有数の工業都市として発展してきた街である一方で、自然景観に恵まれていない面も多く、都市美観の重要な要素である自然、町並み、公共広場の整備に多くの課題を残していた。尼崎市では、立地条件を生かした街づくりを目指した「尼崎市総合基本計画」に掲げたビックゾーン構想に基づき、橘通りを市役所などとともにシンボルゾーンに位置づけ、都市の顔として環境整備がすすめられた。
市制70周年記念事業の一環として、都市計画道路、北難波今橘公園、小中学校、市営住宅などの用地を利用して歩道を4 - 10m拡幅した際に、既存のガードレールを撤去して、ストリートファニチェア等を設置した。また、背の低い車止め（ボラード）を車道側に設け、歩道を人造御影石製のタイルで舗装して修景し、周辺公共施設のブロック塀を撤去して、開放感を醸している。さらに、快適な歩行者空間の形成のために植栽を行って緑化することにより違和感を少なくさせ、電線を地中埋設化するなど美化が図られた。

## 地理
尼崎市は、大阪府に接する兵庫県の南東部に位置し、全域が市街化された丘ひとつない平坦な地にあり、産業・文化が集積した阪神都市圏の要衝となっている。道路沿線に尼崎市役所があり、市役所と橘通りに面して橘公園がある。

### 交差する道路
- 兵庫県道142号米谷昆陽尼崎線（尼崎市東七松町2丁目 芦原陸橋南交差点）
- 兵庫県道42号尼崎宝塚線（尼崎市稲葉元町3丁目 稲葉荘2丁目交差点）

### 沿線
- 尼崎市立日新中学校（尼崎市東七松町2丁目）
- 橘公園（尼崎市東七松町1丁目）
- 尼崎市役所（同）